# Islice
Islice este o arie protejată (arie specială de conservare — SAC, sit de importanță comunitară — SCI, arie de protecție specială avifaunistică — SPA) din Letonia întinsă pe o suprafață de 2,01 ha, integral pe uscat.

## Localizare
Centrul sitului Islice este situat la coordonatele 56°17′02″N 24°06′39″E / 56.284°N 24.1109°E.

## Înființare
Situl Islice a fost declarat arie de protecție specială avifaunistică în decembrie 2002 pentru a proteja 2 specii de animale. Alte tipuri de protecție:
- sit de importanță comunitară (în mai 2004)
- arie specială de conservare (în mai 2004)[1][3][4]

## Biodiversitate
Situată în ecoregiunea boreală, aria protejată nu include niciun habitat protejat.
La baza desemnării sitului se află mai multe specii protejate de  amfibieni (2): buhai de baltă cu burta roșie (Bombina bombina), triton cu creastă (Triturus cristatus)
Pe lângă speciile protejate, pe teritoriul sitului au mai fost identificate 5 specii de amfibieni.